# Golden Globe Awards 2015
Die 72. Verleihung der Golden Globe Awards (englisch 72nd Golden Globe Awards) fand am 11. Januar 2015 im Beverly Hilton Hotel in Beverly Hills statt. Die Mitglieder der Hollywood Foreign Press Association (HFPA) stimmten über die besten amerikanischen und ausländischen Film- und Fernsehproduktionen sowie Künstler des Vorjahres ab, die im Rahmen eines Galadinners geehrt wurden. Die Preisverleihung wurde live vom US-Fernsehsender NBC ausgestrahlt. Die Nominierungen wurden am 11. Dezember 2014 bekanntgegeben.
Die Komikerinnen von Saturday Night Live und Schauspielerinnen Tina Fey (30 Rock) und Amy Poehler (Parks and Recreation) moderierten die Golden-Globe-Verleihung zum dritten Mal in Folge.

## Preisträger und Nominierte im Bereich Film
| Film                                                      | N | A |
| --------------------------------------------------------- | - | - |
| Birdman oder (Die unverhoffte Macht der Ahnungslosigkeit) | 7 | 2 |
| Boyhood                                                   | 5 | 3 |
| The Imitation Game – Ein streng geheimes Leben            | 5 | 0 |
| Die Entdeckung der Unendlichkeit                          | 4 | 2 |
| Grand Budapest Hotel                                      | 4 | 1 |
| Selma                                                     | 4 | 1 |
| Gone Girl – Das perfekte Opfer                            | 4 | 0 |
| Big Eyes                                                  | 3 | 1 |
| Foxcatcher                                                | 3 | 0 |
| Into the Woods                                            | 3 | 0 |
| Annie                                                     | 2 | 0 |
| St. Vincent                                               | 2 | 0 |

### Bester Film – Drama
präsentiert von Meryl Streep
Boyhood – Regie: Richard Linklater
- Die Entdeckung der Unendlichkeit (The Theory of Everything) – Regie: James Marsh
- Foxcatcher – Regie: Bennett Miller
- Selma – Regie: Ava DuVernay
- The Imitation Game – Ein streng geheimes Leben (The Imitation Game) – Regie: Morten Tyldum

### Bester Film – Komödie/Musical
präsentiert von Robert Downey Jr.
Grand Budapest Hotel (The Grand Budapest Hotel) – Regie: Wes Anderson
- Birdman oder (Die unverhoffte Macht der Ahnungslosigkeit) (Birdman or (The Unexpected Virtue of Ignorance)) – Regie: Alejandro González Iñárritu
- Into the Woods – Regie: Rob Marshall
- Pride – Regie: Matthew Warchus
- St. Vincent – Regie: Theodore Melfi

### Beste Regie
präsentiert von Harrison Ford
Richard Linklater – Boyhood
- Wes Anderson – Grand Budapest Hotel (The Grand Budapest Hotel)
- Ava DuVernay – Selma
- David Fincher – Gone Girl – Das perfekte Opfer (Gone Girl)
- Alejandro González Iñárritu – Birdman oder (Die unverhoffte Macht der Ahnungslosigkeit) (Birdman or (The Unexpected Virtue of Ignorance))

### Bester Hauptdarsteller – Drama
präsentiert von Gwyneth Paltrow
Eddie Redmayne – Die Entdeckung der Unendlichkeit (The Theory of Everything)
- Steve Carell – Foxcatcher
- Benedict Cumberbatch – The Imitation Game – Ein streng geheimes Leben (The Imitation Game)
- Jake Gyllenhaal – Nightcrawler – Jede Nacht hat ihren Preis (Nightcrawler)
- David Oyelowo – Selma

### Beste Hauptdarstellerin – Drama
präsentiert von Matthew McConaughey
Julianne Moore – Still Alice – Mein Leben ohne Gestern (Still Alice)
- Jennifer Aniston – Cake
- Felicity Jones – Die Entdeckung der Unendlichkeit (The Theory of Everything)
- Rosamund Pike – Gone Girl – Das perfekte Opfer (Gone Girl)
- Reese Witherspoon – Der große Trip – Wild (Wild)

### Bester Hauptdarsteller – Komödie/Musical
präsentiert von Amy Adams
Michael Keaton – Birdman oder (Die unverhoffte Macht der Ahnungslosigkeit) (Birdman or (The Unexpected Virtue of Ignorance))
- Ralph Fiennes – Grand Budapest Hotel (The Grand Budapest Hotel)
- Bill Murray – St. Vincent
- Joaquin Phoenix – Inherent Vice – Natürliche Mängel (Inherent Vice)
- Christoph Waltz – Big Eyes

### Beste Hauptdarstellerin – Komödie/Musical
präsentiert von Ricky Gervais
Amy Adams – Big Eyes
- Emily Blunt – Into the Woods
- Helen Mirren – Madame Mallory und der Duft von Curry (The Hundred-Foot Journey)
- Julianne Moore – Maps to the Stars
- Quvenzhané Wallis – Annie

### Beste Nebendarstellerin
präsentiert von Jared Leto
Patricia Arquette – Boyhood
- Jessica Chastain – A Most Violent Year
- Keira Knightley – The Imitation Game – Ein streng geheimes Leben (The Imitation Game)
- Emma Stone – Birdman oder (Die unverhoffte Macht der Ahnungslosigkeit) (Birdman or (The Unexpected Virtue of Ignorance))
- Meryl Streep – Into the Woods

### Bester Nebendarsteller
präsentiert von Jennifer Aniston und Benedict Cumberbatch
J. K. Simmons – Whiplash
- Robert Duvall – Der Richter – Recht oder Ehre (The Judge)
- Ethan Hawke – Boyhood
- Edward Norton – Birdman oder (Die unverhoffte Macht der Ahnungslosigkeit) (Birdman or (The Unexpected Virtue of Ignorance))
- Mark Ruffalo – Foxcatcher

### Bestes Drehbuch
präsentiert von Kristen Wiig und Bill Hader
Alejandro González Iñárritu, Nicolás Giacobone, Alexander Dinelaris junior & Armando Bó – Birdman oder (Die unverhoffte Macht der Ahnungslosigkeit) (Birdman or (The Unexpected Virtue of Ignorance))
- Wes Anderson – Grand Budapest Hotel (The Grand Budapest Hotel)
- Gillian Flynn – Gone Girl – Das perfekte Opfer (Gone Girl)
- Richard Linklater – Boyhood
- Graham Moore – The Imitation Game – Ein streng geheimes Leben (The Imitation Game)

### Beste Filmmusik
präsentiert von Sienna Miller und Vince Vaughn
Jóhann Jóhannsson – Die Entdeckung der Unendlichkeit (The Theory of Everything)
- Alexandre Desplat – The Imitation Game – Ein streng geheimes Leben (The Imitation Game)
- Trent Reznor & Atticus Ross – Gone Girl – Das perfekte Opfer (Gone Girl)
- Antonio Sánchez – Birdman oder (Die unverhoffte Macht der Ahnungslosigkeit) (Birdman or (The Unexpected Virtue of Ignorance))
- Hans Zimmer – Interstellar

### Bester Filmsong
präsentiert von Prince
„Glory“ aus Selma – John Legend & Common
„Big Eyes“ aus Big Eyes – Lana Del Rey
„Mercy Is“ aus Noah – Patti Smith & Lenny Kaye
„Opportunity“ aus Annie – Greg Kurstin, Sia Furler & Will Gluck
„Yellow Flicker Beat“ aus Die Tribute von Panem – Mockingjay Teil 1 (The Hunger Games: Mockingjay – Part 1) – Lorde

### Bester Animationsfilm
präsentiert von Salma Hayek-Pinault und Kevin Hart
Drachenzähmen leicht gemacht 2 (How to Train Your Dragon 2) – Regie: Dean DeBlois
- Baymax – Riesiges Robowabohu (Big Hero 6) – Regie: Don Hall, Chris Williams
- Die Boxtrolls (The Boxtrolls) – Regie: Graham Annable, Anthony Stacchi
- Manolo und das Buch des Lebens (The Book of Life) – Regie: Jorge Gutiérrez
- The LEGO Movie – Regie: Phil Lord, Chris Miller

### Bester fremdsprachiger Film
präsentiert von Colin Farrell und Lupita Nyong’o
Leviathan (Левиафан), Russland – Regie: Andrei Petrowitsch Swjaginzew
- Get – Der Prozess der Viviane Amsalem (Gett), Israel – Regie: Ronit Elkabetz, Shlomi Elkabetz
- Höhere Gewalt (Turist), Schweden – Regie: Ruben Östlund
- Ida, Polen/Dänemark – Regie: Paweł Pawlikowski
- Tangerines (Mandariinid), Georgien/Estland – Regie: Sasa Uruschadse

## Preisträger und Nominierte im Bereich Fernsehen
| Film                    | N | A |
| ----------------------- | - | - |
| Fargo                   | 5 | 2 |
| True Detective          | 4 | 0 |
| The Affair              | 3 | 2 |
| House of Cards          | 3 | 1 |
| The Normal Heart        | 3 | 1 |
| Good Wife               | 3 | 0 |
| Orange Is the New Black | 3 | 0 |
| Transparent             | 2 | 2 |
| Downton Abbey           | 2 | 1 |
| Jane the Virgin         | 2 | 1 |
| American Horror Story   | 2 | 0 |
| Girls                   | 2 | 0 |
| Olive Kitteridge        | 2 | 0 |
| Ray Donovan             | 2 | 0 |
| The Missing             | 2 | 0 |

### Beste Serie – Drama
präsentiert von Paul Rudd und Adam Levine
The Affair
- Downton Abbey
- Game of Thrones
- Good Wife (The Good Wife)
- House of Cards

### Bester Serien-Hauptdarsteller – Drama
präsentiert von Katherine Heigl und David Duchovny
Kevin Spacey – House of Cards
- Clive Owen – The Knick
- Liev Schreiber – Ray Donovan
- James Spader – The Blacklist
- Dominic West – The Affair

### Beste Serien-Hauptdarstellerin – Drama
präsentiert von Chris Pratt und Anna Faris
Ruth Wilson – The Affair
- Claire Danes – Homeland
- Viola Davis – How to Get Away with Murder
- Julianna Margulies – Good Wife (The Good Wife)
- Robin Wright – House of Cards

### Beste Serie – Komödie/Musical
präsentiert von Kerry Washington und Bryan Cranston
Transparent
- Girls
- Jane the Virgin
- Orange Is the New Black
- Silicon Valley

### Bester Serien-Hauptdarsteller – Komödie/Musical
präsentiert von Jane Fonda und Lily Tomlin
Jeffrey Tambor – Transparent
- Louis C.K. – Louie
- Don Cheadle – House of Lies
- Ricky Gervais – Derek
- William H. Macy – Shameless

### Beste Serien-Hauptdarstellerin – Komödie/Musical
präsentiert von Kerry Washington und Bryan Cranston
Gina Rodriguez – Jane the Virgin
- Lena Dunham – Girls
- Edie Falco – Nurse Jackie
- Julia Louis-Dreyfus – Veep – Die Vizepräsidentin (Veep)
- Taylor Schilling – Orange Is the New Black

### Beste Miniserie oder Fernsehfilm
präsentiert von Jennifer Lopez und Jeremy Renner
Fargo
- Olive Kitteridge
- The Missing
- The Normal Heart
- True Detective

### Bester Hauptdarsteller – Miniserie oder Fernsehfilm
präsentiert von Jennifer Lopez und Jeremy Renner
Billy Bob Thornton – Fargo
- Martin Freeman – Fargo
- Woody Harrelson – True Detective
- Matthew McConaughey – True Detective
- Mark Ruffalo – The Normal Heart

### Beste Hauptdarstellerin – Miniserie oder Fernsehfilm
präsentiert von Kate Beckinsale und Adrien Brody
Maggie Gyllenhaal – The Honourable Woman
- Jessica Lange – American Horror Story (American Horror Story: Freak Show)
- Frances McDormand – Olive Kitteridge
- Frances O’Connor – The Missing
- Allison Tolman – Fargo

### Bester Nebendarsteller – Serie, Miniserie oder Fernsehfilm
präsentiert von Katie Holmes und Seth Meyers
Matt Bomer – The Normal Heart
- Alan Cumming – Good Wife (The Good Wife)
- Colin Hanks – Fargo
- Bill Murray – Olive Kitteridge
- Jon Voight – Ray Donovan

### Beste Nebendarstellerin – Serie, Miniserie oder Fernsehfilm
präsentiert von Dakota Johnson und Jamie Dornan
Joanne Froggatt – Downton Abbey
- Uzo Aduba – Orange Is the New Black
- Kathy Bates – American Horror Story (American Horror Story: Freak Show)
- Allison Janney – Mom
- Michelle Monaghan – True Detective

## Lebenswerk/Cecil B. DeMille Award
präsentiert von Julianna Margulies und Don Cheadle
George Clooney

## Miss Golden Globe
präsentiert von Salma Hayek-Pinault und Kevin Hart
Greer Grammer (Tochter von Kelsey Grammer und Barrie Buckner)